# Boris Buša
Boris Buša (* 25. April 1997 in Vrbas) ist ein serbischer Volleyballspieler. Er spielt auf der Position Diagonal.

## Erfolge Verein
Serbien Superpokal:
- 2019, 2020

Serbien Pokal:
- 2020

Serbien Meisterschaft:
- 2020, 2021

Mitteleuropäische Liga - MEVZA:
- 2022

Kroatischer Pokal:
- 2022

Kroatische Meisterschaft:
- 2022